# Gullrock Lake
Gullrock Lake är en sjö i Kanada.   Den ligger i Kenora District och provinsen Ontario, i den sydöstra delen av landet, 1 500 km väster om huvudstaden Ottawa. Gullrock Lake ligger 355 meter över havet. Arean är 94 kvadratkilometer. Den sträcker sig 16,0 kilometer i nord-sydlig riktning, och 17,0 kilometer i öst-västlig riktning.
I omgivningarna runt Gullrock Lake växer i huvudsak blandskog. Trakten runt Gullrock Lake är nära nog obefolkad, med mindre än två invånare per kvadratkilometer.